# 韓なる花の恋がたり 暗行御史の花嫁
『韓なる花の恋がたり 暗行御史の花嫁』（かんなるはなのこいがたり アメンオサのはなよめ）は、ゆきの飛鷹作のティーンズラブ小説。
李氏朝鮮時代の朝鮮半島をモデルとした架空の国家が舞台の作品で、当時実在した暗行御史という役職を題材のひとつに取り上げた。モチーフとはいえ、朝鮮半島を舞台にした作品は、官能小説はおろか、ライトノベルでもきわめて異色。

## 書誌情報
- 韓なる花の恋がたり 暗行御史の花嫁（文：ゆきの飛鷹、絵：椎名咲月 フランス書院ティアラ文庫） 2010年11月5日発売 ISBN 978-4-8296-6554-1